# والتر بيرنستاين
والتر بيرنستاين (بالإنجليزية: Walter Bernstein)‏ هو منتج أفلام وكاتب سيناريو وممثل أمريكي، ولد في 20 أغسطس 1919 في بروكلين في الولايات المتحدة وتوفى في 22 يناير 2020 في مانهاتن في الولايات المتحدة.

## أعمال

### أفلام
- (1960) السبعة الرائعون
- (1977) آني هال

## ترشيحات
- جائزة الأوسكار لأفضل كتابة

## وصلات خارجية
- والتر بيرنستاين على موقع IMDb (الإنجليزية)
- والتر بيرنستاين على موقع ألو سيني (الفرنسية)
- والتر بيرنستاين على موقع أول موفي (الإنجليزية)
- والتر بيرنستاين على موقع قاعدة بيانات برودواي على الإنترنت (الإنجليزية)
- والتر بيرنستاين على موقع قاعدة بيانات الأفلام السويدية (السويدية)
- والتر بيرنستاين على موقع قاعدة بيانات الفيلم (الإنجليزية)
- والتر بيرنستاين على موقع كينوبويسك (الروسية)